# Władysław Floriański (śpiewak)
Władysław Florjański, także Floriański, Floryański, właśc. Florian Koman lub Kohman wzgl. Kohmann (ur. 4 maja 1854 we Lwowie, zm. 11 kwietnia 1911 tamże) – polski śpiewak (tenor) i reżyser operowy.

## Życiorys
Ukończył Akademię Handlową i pracował jako urzędnik pocztowy w Brzeżanach.
Następnie ukończył studia w szkole operowej J. Dobrzańskiego oraz Studium Souvestre’ów i w wieku 30 lat, w 1884 roku zadebiutował w teatrze lwowskim w partii Janusza w Palestrancie.
Występował najpierw w operetkach, następnie – od 26 lutego 1885 (tytułowa rola w operze Żeleńskiego Konrad Wallenrod) – w operze. W 1886 skorzystał ze stypendium na wyjazd do Włoch, gdzie przez pewien czas studiował. Później we wrześniu 1886 pojawił się w Warszawie w Operze Warszawskiej w roli Jontka, a potem Radamesa w Aidzie oraz Lionela w Marcie Flotowa. Po tych występach zarzucono mu brak odpowiedniej szkoły wokalnej i dlatego nie podpisano z nim kontraktu.
Skorzystała na tym dyrekcja Teatru Narodowego w Pradze, gdzie został zaangażowany i gdzie występował przez dwanaście lat, a przez dziesięć (1887-1897) był solistą czołowej sceny czeskiej.
W 1898 został zaangażowany do Teatru Wielkiego w Warszawie. Śpiewał wiele tenorowych partii operowych, a także od 1902 był reżyserem w zespole opery Warszawskich Teatrów Rządowych. W 1906 został zaangażowany jako śpiewak i reżyser do opery lwowskiej i pozostał tam do końca życia.
Występował pod pseudonimem Florjański i pod tym nazwiskiem jest znany.
Synem Władysława Florjańskiego był Władysław Kohman-Floriański, polski inżynier budowy maszyn, wykładowca Politechniki Lwowskiej oraz profesor nadzwyczajny Politechniki Gdańskiej.
Jego drugim synem był Antoni Kohman (Kohmann) urodzony 9 października 1879 r. we Lwowie. Zmarł z rąk nazistów w 1944 w Milanówku.  Polski tenor,  nauczyciel Tiany Lemnitz. Dyrektor konserwatorium we Frankfurcie nad Menem.
Władysław Florjański został pochowany na Cmentarzu Łyczakowskim.